# Erik Stårck
Bror Erik Kilian Stårck, född den 8 juli 1885 i Ulricehamn, död den 29 juli 1951 i Linköping, var en svensk ämbetsman. Han tillhörde ätten Stårck och var bror till John Stårck.
Stårck avlade mogenhetsexamen 1904 och juris kandidatexamen vid Uppsala universitet 1908. Han blev extra ordinarie notarie i Göta hovrätt 1909 och genomförde tingstjänstgöring 1909–1911. Stårck blev landskontorist och extra länsbokhållare vid länsstyrelsen i Östergötlands län 1913, ordinarie länsbokhållare där 1917, länsassessor 1924 och landskamrerare 1930. Han var vice auditör vid Andra livgrenadjärregementet 1912–1916. Stårck blev riddare av Vasaorden 1930 och av Nordstjärneorden 1935 samt kommendör av andra klassen av sistnämnda orden 1946. Han vilar på Gamla griftegården i  Linköping.